# Ödsbytjärnen
Ödsbytjärnen är en sjö i Örnsköldsviks kommun i Ångermanland som ingår i Nätraåns huvudavrinningsområde. Ödsbytjärnen är belägen i byn Ödsbyn.
Den enda fiskart som finns i tjärnen är ruda.
Försök att plantera in röding gjordes i början av 1960-talet. De överlevde endast några år, sannolikt på grund av alltför syrefattigt vatten.